# 연도 (여수시)
연도(鳶島)는 대한민국 전라남도 여수시 남면 연도리에 있는 섬으로 안도·금오도·대부도 등과 함께 금오열도를 이룬다. 섬이 솔개같이 생겼다고 해서 '소리도'라 불리다가 솔개 '연(鳶)'자를 '연도'가 되었다. 신석기시대 토기가 발견되었고, 삼국시대에는 유배지에서 탈출한 사람이 땟목을 타고 넘어와 이곳에서 살기 시작했다.

## 교통
항구는 연도항과 역포항이 있다. 도로는 덕포길, 배비길, 신강길, 역포안길, 연도길, 연도남부길, 연도동부길, 연도서부길, 연도서부안길, 연도북부길, 연도북부안길이 있으며 교량은 없다.

## 같이 보기
- 연도항 : 연도에 있는 국가어항이다.